# Amorphophallus venustus
Amorphophallus venustus là một loài thực vật có hoa trong họ Ráy (Araceae). Loài này được Hett., A.Hay & Mood mô tả khoa học đầu tiên năm 2001.